# 里奧斯總統湖
46°28′S 74°25′W / 46.467°S 74.417°W
里奧斯總統湖是智利的湖泊，位於該國南部泰陶半島中部，由伊瓦涅斯將軍艾森大區負責管轄，面積313平方公里，是該國第五大湖泊。